# Iwa K
Iwa K, właśc. Iwa Kusuma (ur. 25 października 1970 w Dżakarcie) – indonezyjski raper.
Jako pierwszy indonezyjski raper wydał pełny album – Kuingin Kembali w 1992. Album ten sprzedał się w nakładzie 100 tys. egzemplarzy. Został laureatem Anugerah Musik Indonesia 1999. Album, który wydał z formacją Guest Band – Ta'kan – znalazł się na 131. pozycji w zestawieniu 150 indonezyjskich albumów wszech czasów magazynu „Rolling Stone Indonesia”. Jego debiutancki album solowy – Ku Ingin Kembali – został umieszczony na pozycji 117. Jeden z jego utworów – „Bebas” (1994) – uplasował się na pozycji 36. w zestawieniu 150 indonezyjskich utworów wszech czasów.